# Câu lạc bộ bóng đá Hải Phòng
Il Câu lạc bộ bóng đá Hải Phòng, meglio noto come Hải Phòng, è una società calcistica vietnamita con sede nella città di Haiphong. Milita nella V League 1, la massima divisione del campionato vietnamita.

## Palmarès

### Competizioni nazionali
- V League 1: 12

1957, 1959, 1960, 1961, 1963, 1965, 1966, 1967, 1968, 1970, 1995, 2003
- Coppa del Vietnam: 2

1995, 2014
- Supercoppa del Vietnam: 1

2011

### Altri piazzamenti
- V League 1:

Secondo posto: 1992, 2010, 2016
- Coppa del Vietnam:

Finalista: 2005
- Supercoppa del Vietnam:

Finalista: 2022
- V League 2:

Secondo posto: 2007

## Organico

### Rosa 2020
Aggiornata al 21 luglio 2020.
| N. |                    | Ruolo | Calciatore          |
| -- | ------------------ | ----- | ------------------- |
| 2  | Vietnam (bandiera) | C     | Lê Trung Hiếu       |
| 3  | Vietnam (bandiera) | D     | Phạm Mạnh Hùng      |
| 4  | Vietnam (bandiera) | D     | Nguyễn Thanh Nguyên |
| 5  | Vietnam (bandiera) | C     | Nguyễn Đình Tài     |
| 6  | Vietnam (bandiera) | C     | Nguyễn Hữu Phúc     |
| 7  | Uganda (bandiera)  | A     | Joseph Mpande       |
| 9  | Vietnam (bandiera) | C     | Lê Thế Cường        |
| 10 | Brasile (bandiera) | A     | Diego Silva         |
| 12 | Vietnam (bandiera) | D     | Nguyễn Hữu Tuấn     |
| 14 | Vietnam (bandiera) | D     | Adriano Schmidt     |
| 15 | Vietnam (bandiera) | C     | Doãn Ngọc Tân       |
| 16 | Brasile (bandiera) | A     | Claudecir           |
| 18 | Vietnam (bandiera) | D     | Nguyễn Văn Hạnh     |
| 19 | Vietnam (bandiera) | D     | Huỳnh Trọng Nhân    |
| 21 | Vietnam (bandiera) | D     | Nguyễn Bá Đức       |

| N. |                    | Ruolo | Calciatore         |
| -- | ------------------ | ----- | ------------------ |
| 22 | Vietnam (bandiera) | A     | Nguyễn Viết Nguyên |
| 23 | Vietnam (bandiera) | A     | Nguyễn Văn Chung   |
| 24 | Vietnam (bandiera) | C     | Nguyễn Thế Dương   |
| 26 | Vietnam (bandiera) | C     | Martin Lo          |
| 27 | Vietnam (bandiera) | C     | Đậu Thanh Phong    |
| 28 | Vietnam (bandiera) | D     | Phạm Hoài Dương    |
| 30 | Vietnam (bandiera) | P     | Nguyễn Văn Toản    |
| 35 | Vietnam (bandiera) | P     | Nguyễn Minh Nhựt   |
| 36 | Vietnam (bandiera) | P     | Phạm Xuân Luân     |
| 37 | Vietnam (bandiera) | C     | Nguyễn Hùng Anh    |
| 39 | Vietnam (bandiera) | C     | Nguyễn Trọng Hiếu  |
| 40 | Vietnam (bandiera) | A     | Đồng Văn Trung     |
| 45 | Vietnam (bandiera) | C     | Nguyễn Thành Đồng  |
| 54 | Vietnam (bandiera) | C     | Hồ Ngọc Thắng      |